# HKT (nhóm nhạc)
HKT là một nhóm nhạc pop người Việt Nam được Hải Âu Entertainment thành lập vào năm 2005 gồm 3 thành viên: Hồ Gia Hùng (trưởng nhóm) cùng Lý Tuấn Kiệt và Phạm Linh Phương (nghệ danh Ti Ti). Ba chữ cái đầu của những cái tên này ghép lại với nhau để cho ra cái tên chính thức của nhóm.
Từ khi thành lập đến khi tan rã, HKT là một trong những nhóm nhạc gây tranh cãi lớn nhất trong nền âm nhạc Việt Nam đầu thế kỷ 21. Với phong cách thời trang quái dị, lạ lẫm cùng với âm nhạc được xem là "Thảm họa" và bị nhiều người xem thường, chỉ trích ở Việt Nam, nhưng nhóm nhạc này vẫn gặt hái được nhiều thành công lẫn sự chú ý từ thị trường Trung Quốc.
Tuy nhận nhiều lời chỉ trích khi còn hoạt động nhưng sau khi nhìn lại, nhiều người cho rằng họ là những tài năng thực sự và xứng đáng với cái tên "Nhóm nhạc nam huyền thoại Vpop".

## Lịch sử hoạt động
HKT được thành lập vào năm 2005 với ba thành viên: Hồ Gia Hùng, Lý Tuấn Kiệt và Ti Ti. Sự xuất hiện của HKT nhanh chóng gây xôn xao dư luận vì đi ngược lại so với xu thế của các nhóm nhạc lúc bấy giờ điển hình như: phong cách thời trang khác lạ cũng như chất nhạc mới lạ mang màu sắc khác hẳn với những nhóm nhạc khác trong showbiz Việt. Mỗi album, ca khúc của nhóm được phát hành đều bị cư dân mạng phê bình chỉ trích, HKT nghiễm nhiên trở thành nhóm nhạc "thảm họa" nhất của showbiz Việt lúc bấy giờ.
Nhưng cũng không thể phủ nhận độ ảnh hưởng và thành công của nhóm nhạc này khi các ca khúc đều được khán giả vô cùng săn đón. Những năm đầu tiên khi ra mắt hoạt động, HKT luôn được khán giả tò mò và đón nhận khi theo phong cách thời trang cũng như chất nhạc mới lạ mang màu sắc khác hẳn với những nhóm nhạc khác tại Việt Nam thời điểm lúc bấy giờ. Đi kèm với đó là nhóm luôn bị nhiều "antifan" chỉ trích vì phong cách thời trang và chất nhạc không phù hợp với thị trường âm nhạc Việt Nam, mặc dù rất dễ nghe và lượng đĩa tiêu thụ vô cùng lớn (bao gồm cả đĩa lậu). Album đầu tay của nhóm có tựa đề Chuyện nhỏ. Năm 2007 nhóm phát hành album vol 2 với tựa đề Mất nhau. Năm 2009 phát hành album vol 3 với tựa đề Vũ điệu HKT. Năm 2011 phát hành album với tựa đề Mặt trái của sự thật. Sau đó album này đã tạo nên cơn sốt tại Việt Nam và được rất nhiều người đón nhận, cùng với đó là những lời chỉ trích. Một album vô cùng thành công trong ngành âm nhạc tại thời điểm đó. Nhiều ca khúc đã tạo ra những cú hit lớn như "Thêm một lần đau", "Mặt trái của sự thật", "Nàng Kiều lỡ bước",... Không những nổi tiếng ở Việt Nam, một số ca khúc trong Album này còn "phá đảo" rất nhiều bảng xếp hạng âm nhạc của Trung Quốc.
Đến năm 2012 nhóm chính thức phát hành single album mang tên Giá như chưa từng quen và thay đổi diện mạo sang trẻ trung và năng động hơn . không còn đi theo phong cách như xưa cũng như được nhiều khán giả đón nhận. Cùng thời gian này, nhóm nhận được nhiều sự chú ý từ truyền thông Trung Quốc. Năm 2013 nhóm phát hành single mang tên Lòng đau tình phai kết hợp với ca sĩ Chấn Hào. Năm 2014 nhóm phát hành album phim ca nhạc với tựa đề Vượt qua sóng gió. Năm 2015 nhóm phát hành phim ca nhạc mang tên Tiếng chày trên Sóc Bom Bo. Năm 2016, nhóm phát hành phim ca nhạc với tựa đề Tattoo girl cũng như single mang tên Phải khóc hay cười,  đây cũng có thể xem là sản phẩm cuối cùng khi còn đầy đủ 3 thành viên ban đầu là Hồ Gia Hùng, Lý Tuấn Kiệt và Ti Ti, sau đó thành viên Hồ Gia Hùng chính thức rời nhóm. Năm 2017, nhóm thay thế thành viên Hồ Gia Hùng bằng thành viên Billy Nhựt Minh (tên thật là Nguyễn Nhựt Minh), thuộc nhóm HKT-M The Five và phát hành single mang tên Tránh xa tôi ra. Đến năm 2018, Ti Ti là thành viên tiếp theo rời nhóm và HKT chính thức tan rã.

## Tranh cãi

### Nhóm nhạc "côn đồ"
Ngày 14 tháng 5 năm 2011, tại buổi biểu diễn ở huyện Tân Trụ, tỉnh Long An, khi HKT diễn xong hai bài Thêm một lần đau và Nàng Kiều lỡ bước, khán giả bên dưới yêu cầu HKT hát thêm, nhưng quản lý của nhóm đã yêu cầu họ ngừng hát. Do đó nhóm nói vài lời để xoa dịu và tạm biệt khán giả. Tuy nhiên, ở bên dưới sân khấu khu vực điều khiển âm thanh, vì quá nôn nóng nên Quang Cường, quản lý của ca sĩ Quang Hà tự động bấm đĩa của HKT ra, bỏ đĩa của Quang Hà vào và ra lệnh người điều khiển âm thanh bật nhạc của Quang Hà lên, mặc dù HKT vẫn còn đứng trên sân khấu. Điều này dẫn đến việc các thành viên HKT không kiểm soát được cảm xúc, nên đã nhảy xuống sân khấu cầm ghế lao vào đánh Quang Cường cũng như người điều khiển âm thanh. Theo lời một nhân chứng tại hiện trường, thành viên Ti Ti sau đó đã chạy ra xe ô tô mở cốp cầm một cây mã tấu lao vào định chém người, nhưng cây mã tấu đã bị công an huyện Tân Trụ thu giữ ngay sau đó. Nhóm HKT sau đó đã lên tiếng giải thích với phía công an là họ chỉ mang cây mã tấu để phòng thân không hề có ý định chém người.
Sau sự việc này tên tuổi HKT bỗng lên như diều gặp gió, càng bị dư luận chỉ trích gay gắt, nhóm nhạc này càng nổi tiếng. Đặc biệt, sự kiện bị khán giả ném gạch lên sân khấu trong lần đầu tiên HKT biễu diễn tại hội chợ thương mại ở Hà Nội đã trở thành đề tài được cư dân mạng bàn tán sôi nổi ở khắp các diễn đàn.

### Đạo nhạc
Ngoài việc có phong cách bị xem là thảm họa thì nhóm HKT từng bị cư dân mạng Trung Quốc tố đạo nhạc ca khúc nổi tiếng Cuò Cuò Cuò (Sai Sai Sai) của hai ca sĩ Lục Triết và Trần Quyên Nhi. Cũng như từng bị cư dân mạng Hàn Quốc và fan Kpop tại Việt Nam tố đạo nhạc cũng như nhái vũ đạo bài hát Mystery của nhóm nhạc Hàn Quốc BEAST và đạo nhái hình ảnh trong MV bài hát If you do của GOT7.
Dưới đây là danh sách các bài hát do nhóm HKT trình bày bị cho là đạo nhạc từ các ca khúc của những ca sĩ, nhóm nhạc khác :
- "Vũ điệu HKT" – "Rokkugo" của Super Junior
- "Ohh" – "O" của TVXQ
- "Baby don't heart me" – "What is love" của Haddaway
- "Vũ điệu 6 anh em" – "Mystery" của BEAST
- "Thêm một lần đau" – "Cuò cuò cuò (Sai sai sai)" của Lục Triết và Trần Quyên Nhi
- "Oh my baby" – "MM Ma Ma" của Dan Balan
- "Nàng Kiều lỡ bước" – "Change" của HyunA
- "Trú mưa" – "Kanikuly" của Boom
- "Giá như chưa từng quen" – "Phải xa nhau" của Khắc Việt
- "Lệ tình" – "Xīng yǔ xīn yuàn (Tâm nguyện dưới sao)" của Trương Bá Chi
- "Bên anh em không có tương lai" – "Wǒ xiǎng wǒ shì hǎi (Tôi nghĩ tôi là biển)" của Huỳnh Lỗi
- "Tránh xa tôi ra" – "If you do" của GOT7

## Đánh giá
Mặc dù nhận nhiều chỉ trích nhưng với tài năng về khả năng biểu diễn, khả năng vừa nhảy vừa hát khi live trên sân khấu. HKT được đánh giá là một trong những nhóm nhạc hàng đầu về vũ đạo và trình diễn.
Các chuyên gia âm nhạc đánh giá phần lớn sự nghiệp HKT đi lên nhờ tai tiếng nhưng một điều không thể phủ nhận đó là âm nhạc của HKT rất bắt tai và dễ nghe. Phong cách thời trang của họ cũng vô cùng mới lạ khiến cho giới trẻ lúc bấy giờ đổ xô để tóc "chôm chôm" hay còn gọi là "kiểu tóc HKT". Cho thấy sự ảnh hưởng của họ đối với "thế hệ 9x/2k" là lớn như thế nào. Sau khi nhóm dần dần giải nghệ, nhiều người thậm chí cho rằng họ là các "huyền thoại Vpop" nếu so sánh với các thế hệ đi sau về khả năng biểu diễn.
Năm 2017, tại Liên hoan phim Trung Quốc – Asean được tổ chức tại Khâm Châu, Trung Quốc, nhóm nhạc HKT đoạt giải thưởng với MV "Nướng Nướng Nướng" do diễn viên đài TVB Mã Đức Chung trao tặng.

## Đóng phim
HKT từng tham gia diễn xuất trong bộ phim hợp tác giữa Việt Nam và Hồng Kông Tình xuyên biên giới. Bộ phim có sự tham gia diễn xuất của một số diễn viên nổi tiếng của điện ảnh Hoa ngữ như Mã Đức Chung, Vương Đại Trị, Lưu Lục Dương. Ngoài ra, nhóm nhạc này còn được mời tham gia đóng phim Hoạt lai hoạt quýnh của Trung Quốc. Trong buổi họp báo trước thềm ra mắt bộ phim, nhóm nhạc này đã thẳng thắn thừa nhận rằng họ biết rõ hình ảnh của mình trên truyền thông Trung Quốc và nói rằng họ rất hạnh phúc khi được khán giả Trung Quốc yêu mến. "Trên màn ảnh, chúng tôi mong muốn được thể hiện nhiều phong cách Việt Nam hơn cho khán giả Trung Quốc trong tương lai. Chúng tôi sẽ tiếp tục phát hành các bài hát mới trong và nhiều dự định tiến xa hơn vào thị trường châu Á".

## Một số ca khúc tiêu biểu
- Nàng Kiều lỡ bước
- Thêm một lần đau
- Mặt trái của sự thật
- Trú mưa
- Tình yêu là ánh sáng
- Yêu không cần nói ra
- Oh my baby
- Vũ điệu sáu anh em
- Giá như chưa từng quen
- Lời yêu đó
- Cô gái xì tin
- Vũ điệu HKT
- Không đành xa em
- Mất nhau
- Chuyện nhỏ
- Ok chia tay
- Lệ tình
- Lòng Đau Tình Phai
- Bên anh em không có tương lai
- Lặng nhìn em hạnh phúc
- Luôn có một bờ vai
- Tình yêu bất tận
- Tiếng chày trên sóc Bom Bo
- Phải khóc hay cười
- Tránh Xa Tôi Ra